# پالومارس دل ریو
پالومارس دل ریو (به اسپانیایی: Palomares del Río) یک منطقهٔ مسکونی در اسپانیا است که در سبیا واقع شده‌است. پالومارس دل ریو ۱۳ کیلومتر مربع مساحت دارد ۳۷ متر بالاتر از سطح دریا واقع شده‌است.